# NHKスペシャル シリーズ 「JAPANデビュー」
NHKスペシャル シリーズ 「JAPANデビュー」（エヌエイチケイスペシャル シリーズ 「ジャパンデビュー」）は、2009年4月から6月にかけて日本放送協会 (NHK) のテレビ番組『NHKスペシャル』で放送された4回分のシリーズを括る題名で、NHKが自社の取り組む「プロジェクトJAPAN」の一環として制作した日本のドキュメンタリー番組である。
日本が西洋列強に対抗する際に命運を握った「アジア」 「天皇と憲法」 「貿易」 「軍事」に世界史上から焦点をあてた特別番組として4回がNHK総合、NHKの海外放送、子会社NHKグローバルメディアサービスが行うNHKワールドプレミアムを通じて放送された。
第1回放送をめぐっては、日本と台湾の視聴者や番組出演者を含めた約1万300人（台湾人約150人を含む）による集団訴訟が起こされたが、原告側の逆転敗訴で幕を閉じた。

## 各回の概要
| 回 | サブタイトル        | 放送日時（JST)                      | 内容                                                                              |
| -- | ------------------- | ----------------------------------- | --------------------------------------------------------------------------------- |
| 1  | アジアの“一等国”    | NHK総合 2009年4月5日 21:00 - 22:14  | 日本統治時代の台湾について                                                        |
| 2  | 天皇と憲法          | NHK総合 2009年5月3日 21:00 - 22:14  | 大日本帝国憲法と日本国憲法の成立過程について                                      |
| 3  | 通商国家の挫折      | NHK総合 2009年6月7日 21:00 - 22:14  | 貿易によって富を得る戦略を立てたが、 世界大恐慌による保護主義で挫折するまでの興亡 |
| 4  | 軍事同盟 国家の戦略 | NHK総合 2009年6月28日 21:00 - 22:14 | 日露戦争から太平洋戦争までの 外交交渉や国際情報を分析                             |

### 第1回 「アジアの“一等国”」
日本統治時代の台湾について。

### 第2回 「天皇と憲法」
大日本帝国憲法と日本国憲法の成立過程について。大まかに3つのパートで構成される。
第1部 大日本帝国憲法の誕生
アメリカ合衆国が1787年の独立時に合衆国憲法を明文化したことはヨーロッパ各国に影響を及ぼし、やがて成文憲法の制定は近代国家の証とされるようになった。1882年にヨーロッパへ憲法調査に赴いた伊藤博文が シュタインと出会って立憲君主制の憲法について講義を受けた頃から、大日本帝国憲法が発布された 1889年（明治22年）2月11日までの時期を扱う。テーマの中心となるのは帝国憲法草案の第1条と第4条。
第2部 政党政治の自滅
1890年-1932年。
第3部「国体論」の暴走
1912年-1946年。

### 第3回 「通商国家の挫折」
貿易によって富を得る戦略を立てたが、世界大恐慌による保護主義で挫折するまでの興亡。

### 第4回 「軍事同盟 国家の戦略」
日露戦争から太平洋戦争までの外交交渉や国際情報を分析し、歴史学者による解説を交えつつ、同盟とは何かを問う。番組の前半を「第一部 日英同盟」として1902年から1921年までの出来事を、後半の「第二部 日独伊三国同盟」で1922年から1945年までの出来事を扱う。
現在の日本で行われる戦艦三笠の記念式典と、日露戦争の頃に日本がイギリスから輸入した測距儀を導入部として、日英同盟が締結された1902年へと遡る。そこから日露戦争・第一次世界大戦・第二次世界大戦を経て、日本が敗戦に至るまでの時局を辿る。当時の人々の記録や証言を挟みながら、Uボート・レーダーなど当時の最先端の軍事技術をめぐる日本と周辺国の駆け引きを追う。

## スタッフ
- 制作統括
  - 第1回：田辺雅泰、河野伸洋
  - 第2回：林新、河野伸洋、若宮敏彦
  - 第3回：増田秀樹、河野伸洋
  - 第4回：林新、河野伸洋
- ディレクター
  - 第1回：濱崎憲一、島田雄介
  - 第2回：倉迫啓司
  - 第3回：
  - 第4回：宮本康宏、三須田紀子
- 音楽：プロジェクトimage
  - 加古隆、羽毛田丈史、松谷卓
  - 小松亮太、古沢巌、宮本笑里、ゴンチチ
- タイトル映像：西部勲
- 語り：濱中博久、礒野佑子
- 声の出演：81プロデュース
- 共同制作：NHKグローバルメディアサービス
- 制作・著作：NHK

## 第1回放送をめぐる騒動・訴訟
日本の台湾統治をテーマとして2009年（平成21年）4月5日に放送された第1回「アジアの“一等国”」をめぐり、放送後「日本統治時代が悪と一方的に描かれており、内容が偏向している」「日本の台湾統治を批判するため、（台湾人の）証言をねじ曲げている」「番組にはやらせや、事実の歪曲・捏造があり、放送法に違反している」「台湾の人の心と日台関係を傷つけた」「台湾をよく知らない人に排日的だと誤解を与える」「NHKに「人間動物園」とおとしめられ、名誉を傷つけられた」 などとして、視聴者、地方議員、自民党国会議員、産経新聞・週刊新潮・日本文化チャンネル桜などの保守系メディア、市民団体、有識者（産経新聞紙上に掲載された意見広告は後述）、更に、番組に出演した台湾人（パイワン人を含む）や台湾や日本の民間団体など日台双方から抗議や批判が続出した。さらに台湾人を含む8389名が東京地裁にNHKを提訴。日本文化チャンネル桜は1万人の訴訟委任状を以て提訴した。その後二次提訴がなされ、原告には番組に出演したパイワン族も加わり一次提訴と合わせた原告は1万300名以上（後述）。
一方で129件の視聴者の意見、日本共産党の山下芳生、共産党の機関紙しんぶん赤旗、市民団体の松田浩と醍醐聰らは「台湾人の複雑な感情を描いていた」などと肯定的評価を下した。また政治家が番組批判をすることについて「圧力になりかねない」と批判をする者もいた。
制作者であるNHKは、NHK経営委員会の小丸成洋委員長が「JAPANデビュー」について経営委員会として取扱うべき重大な疑義があるケースには当たらないとの認識を示し、NHK福地茂雄会長は放送内容に問題はないとの考えを表明している。

### NHK内部の声
『正論』に掲載されたNHK現役職員の匿名証言 によれば、もともとNHK内部でも同番組への疑問の声が多く、放送直後から各職場で「これ、やばくない」「やりすぎだよ」との声があったという。結果としてNHKが最も力を入れるNHKスペシャルとしては前代未聞の抗議の嵐であり、このNHK職員は外部の有識者や専門家と会う際に「NHKはどうしちゃったの」と何度も聞かれたことも明かした。

### 批判および問題点の指摘
番組で証言した柯徳三 は、「（NHKには）八田與一のことや後藤新平のことなどもいろいろ話したのに、そこを全部カットした。同窓会の改まった席で誰かが火ぶたを切って不満を話した部分だけが放映され、あたかもあそこにいた人全員が反日的であるかのように宣伝された」と批判。又「あくまでも日本は私のお母さんで、育ててくれた恩義を感じています。あそこに出た皆が怒っているのは、日本が、養子にした台湾を終戦後にポンと捨てて蔣介石にやってしまったことです。それに対して、日本からはすまなかったの一言もない。（極論すれば、）恨み言の根底は戦後の日本の態度であって、領台時代の差別とかいうことではないのです」とコメントした。また「NHKの背後に中国共産党がいる」と感じたと語った。
また朝日新聞の取材によると、柯徳三が日本の台湾への貢献を語った部分はすべてカットされたと発言していることも伝えられた。
金美齢は、「“日本は加害者”という自虐史観ありき」の偏向番組だと非難。櫻井よしこは、「“人間動物園”という言葉を、当時の日本政府が使った言葉と錯覚するように使っている。全篇がそうした”歪曲報道”の連続」であると批判した。日本文化チャンネル桜社長でチャンネル桜の番組出演者でもある水島総は、タイトルバックを例に挙げこの番組は印象操作や意識操作、さらには禁止されているサブリミナル効果までが駆使されている悪辣な「ドキュメンタリー」であると論じている。
NHKは旧台湾総督府に保存されていた文書を交えて、柯徳三の父親が小学校を退学させられたことについて放送したが、チャンネル桜によれば、柯はこのことをNHK側から文書を見せられるまで知らなかったし、父や祖父は何も語っていない、と取材時に初めて知ってコメントしたと証言した。水島総はこれを当人が知らない情報をNHK取材陣が提示し、それを証言者自身から出た言葉であるかのように撮影して編集し放送したジャーナリストがしてはならぬ「やらせ」取材で、完全な放送法違反であることが発覚したと主張した。
中村粲は、欺瞞をつぶさに論証した上で意図的なつまみ喰いと作為的編集があったと主張。渡部昇一は、並べ方や切り口により同じ歴史を全く逆に見せることが可能だと指摘、公平・公正であるのかと疑問を呈し内容を検証した上で同番組を占領政策に基づいて行われた占領軍（GHQ）による『真相はこうだ』に譬（たと）えた。米占領軍によって直接行われたウォー・ギルト・インフォメーション・プログラムが中国共産党によって現在間接的に行われているのではないかとも主張した。台湾系評論家の黄文雄は、番組に出演した台湾人の証言などを例に挙げ検証、取るに足らない異例をさも全体像であるかのように誘導する手法を駆使した捏造と歪曲の番組であったと批判した。
西村幸祐は、JAPANデビューの捏造報道、やらせ取材、サブリミナル効果の使用などがあったと主張。また、2005年9月2日から北京で開催されたシンポジウムでの中国共産党中央宣伝部の責任者李長春の演説「日本が中国とアジア太平洋各国を侵略した歴史を深く研究し、日本軍国主義の残虐行為を明らかにし、右翼勢力の歴史をねじ曲げ、侵略を美化するでたらめな論調を暴かなければならない。日本による植民地支配に抵抗した台湾人民の戦いの歴史を深く研究し、「台湾独立」と日本軍国主義の歴史的根源を明らかにし、祖国の平和統一を促進しなければならない」および、2009年3月30日に日本の主要メディア幹部を集めて行われた懇談会で李長春が「友好的な」報道の要請をしたことを紹介した上で、その演説に見事なまでに追随した制作が同番組だったと主張した。

#### 日英博覧会の表現
1910年に開催された日英博覧会で台湾の先住民族・パイワン族の生活を紹介した企画を番組内で、「人間動物園」と表現したことについてNHKは、取材協力者のブランシャール の指摘する英国や仏国の考え方を基として野生動物商人ハーゲンベックの回想録にある独語の言葉を訳し、吉見俊哉の著書 を参考にしたとしている。しかし朝日新聞は、パイワン族が住む村の村長は「先達が海外で我々の文化を広めたことは村の誇りとして語り継がれている」と話し、又そのような感情を番組で紹介されなかったと報じた。産経新聞は「日本政府がパイワン族の実演を『人間動物園』と呼んだことはない」（訴状）、「パイワン族に対する人権問題」（出演者）だとして訂正を求める声が挙った と報じた。
番組に出演し、「人間動物園」に関連して登場したパイワン族の女性が涙を流しながら話す場面に「悲しいね。この出来事の重さ語りきれない」との字幕が付けられて放送されたが、朝日新聞の取材によると、この女性は「涙を流したのは父親を懐かしく思ったから」「説明もなく突然（NHKが）来て、父親の写真を見せられただけ」と証言しており、番組の発言を専門家が翻訳したところ「何と言えばいいか。（父のことは）よく分からない」と語っていると伝えられた。同紙は、NHKの「発言と字幕は違っていない。見せ物になったこともディレクターが説明した」との反論も合わせて伝えた。産経新聞の取材として、番組に出演したパイワン族は「番組を見るまで人間動物園の言葉を全く知らなかった。（放送された）『かなしいね』などと述べた自分のコメントは、人間動物園に対して（かなしいと）述べたものではなく、（取材者から示された写真の）亡父を見て『かなしい』と語ったものだ」と説明した、と伝えた。

#### 下関条約後の台湾
『産経新聞』は、番組で使用された「日台戦争」という用語について、出演した台湾人が「初めて聞く」「思いもよらない言葉だ」と驚いた と報じた。
1938年（昭和13年）に出版された『東洋歴史大辞典』によれば、当該台湾の戦いのことを「台湾の役」（1874年の台湾出兵も台湾の役と表現しており2度目）と表記している。同書によれば台湾民主国は20日間で瓦解し宣戦布告もなく日清戦争の一環として行われたとしている。また日本の公文書では明治廿七八年役の延長という扱いである。なお日本で一般的な呼称は当時の公文書の表記および台湾平定宣言による台湾平定もしくは台湾征討である。
NHK経営委員会の第1095回会議では「日台戦争」について、日本と台湾の戦争という「歴史的事実」がないのなら、あったように内容を放送することは放送法に違反するのではないか、との問いが小林英明委員から出された。応じた日向英実理事（放送総局長）は「歴史的な事実」は年代ごとに様変わりするとして、日華事変が今日では日中戦争と呼ばれていることを例に挙げた。さらに小林委員が「学会で多数説でなく、少数説や異説なら、そう説明するのが正しい放送」だと意見を述べたが、これに日向理事が、一説とは考えていないと答えた。
日本李登輝友の会の抗議声明に対する平成21年4月14日付NHKエグゼクティブ・プロデューサー河野伸洋の名による回答では「日本の専門家が1990年代に名付け」たと説明。後日、プロジェクトJAPANの公式サイトに記されたNHKの説明では、用語は「1995年、『日清戦争百年国際シンポジウム』から使われていました」とし、使用されている文献3点を示した。また台湾平定に際して戦闘は苛烈で日本軍の死者が5000人に上った ことに着目している。
一方、産経新聞や「日本李登輝友の会」は、4000人以上はマラリアによる病死であり「戦死」者と言えるのか、また国立国会図書館の論文検索でこの用語は見つからず学説と呼べる代物なのか、と指摘する。「日本李登輝友の会」の関係者は、「日台戦争」という用語は平成に入って用いられた造語であり、「一部の大学教授が使っているが原典は戦争の定義もしておらず、治安回復のための掃討戦に過ぎない」と批判した。

#### 改姓名・日本語教育・他
皇民化運動の事例として創氏改名とともにとりあげられ、改姓には独特の規制があり、役所の昇給の条件であったと紹介された改姓名について、台湾研究フォーラム会長の永山英樹は「1.6%に過ぎず強制でないことは一目瞭然だ」と主張した。
同番組で「漢民族でした」というナレーションとともに紹介された台湾人は「私は漢民族ではない」と明言している。
大高未貴らは、番組に出演したパイワン族の名前を間違えて放送したことを指摘した。朝日新聞 や『撃論ムック』「NHKの正体」 では正しいとされる名前で報じられている。中村粲はこれについて、名前が誤っていても訂正に応じないのであれば、訂正放送条項は死文に等しいではないかと批判した。
『正論』は、番組の「学校や新聞などで中国語を禁止とし、日本語の使用を強要します」との説明について、戦後、国民党が来るまで中国語（北京語）は話されておらず、また、日本語が定着したのは多言語社会の台湾で民族間の共通語となったからであると指摘する。台湾独立建国聯盟主席の黄昭堂は、台湾人意識というものは日本統治時代の日本語教育による各種族間の共通語の確立、通信や交通、経済開発による住民同士の盛んな交流によって形成を容易とし、また台湾独立運動の中で近年生じたものであると指摘している。

### 騒動に対する批判及び肯定的評価
在台ジャーナリストの酒井亨 は、パイワン族の出演者を映した場面で漢族風の名前が出ていたことについて、パイワン名を持つはずの住民を漢名で紹介したのだとして番組を批判した。その一点を除けば、批判されているような意図は感じないと述べた。帝国主義という他国も含めた背景が説明され日本はむしろ相対化されており、また、台湾人は親日だが批判者のいうそれとは視座が違うだろうと主張した。
拓殖大学客員教授の岡田充 は、経済を中心に日中関係の構築を目指す「21世紀中国総研」 で「NHK叩きは台湾総統の馬英九の対中緊張緩和路線が国際社会から高く評価され、かつ日本重視路線を選択したことによって国民党を支持した台湾人を否定した金美齡のような人々とそれと結びつき台湾に単純な親日幻想をいだいる勢力の存在感が薄れてしまい、台湾・国際社会からも孤立し、馬批判ができないことによる代償行為」であると主張し、また台湾においては与党・野党支持勢力も反対運動に関心を持っていないことや、李登輝政権時代にタイヤル族の武装蜂起が台湾人アイデンティティに基づいた抗日運動として評価され出したり、陳水扁政権時代にも麻生太郎が外相時代に植民地時代を正当化したことに反発した事実を伝えた上で、日本統治のプラス面を強調する番組が多い中で負の側面をきちんと取り上げたことはむしろバランスがよいと感想を述べた。これについて台湾研究フォーラム会長の永山英樹は、岡田の言う「孤立」があるとすれば、台湾は馬英九政権以前から国際社会から冷淡な扱いをされてきたのであり、以前からあるものとし「問題は我々の「喪失感」ではなくNHKの歴史歪曲」であるとして「残念ながら岡田氏の想像はまったく正しくない」と反論をおこないつつ、なぜJAPANデビューを擁護する人々は中国の代弁者の類や日本共産党などの左翼の人ばかりなのだろうか、と疑問を呈した。
日本共産党の山下芳生は参議院総務委員会で「非常によい番組だった。（中略）親日的といわれる台湾の人々の心の奥底にある複雑な思いが伝わった。歴史を直視し、互いに共有し、反省すべきは反省もしてこそ相互理解により深い友好関係が構築できると感じた」と感想を述べた。
市民団体「開かれたNHKをめざす全国連絡会」はこの放送に対して疑問を呈した小林委員の発言を非難し、また議連の発足や訴訟、デモなどによって自主自立の姿勢が損なわれないようにと求める意見書を7月7日NHKに提出。同日、日本ジャーナリスト会議も番組批判について「表現の自由そのものに対する恫喝と干渉に当る」などと主張した。
西日本新聞の笠島は番組批判について「嫌な感じなのは元首相を含む国会議員が絡んでいること」などと批判。内容については「「台湾は親日的」との固定観念が問い直され、当時の「同化政策」がチベットやウイグルへの施策と通じる面もあるように感じられた」などと評した。また神保太郎も同様の主張をしたほか、番組が政治的な偏向が理由で放送法上の問題を持つのならば、裁判や抗議運動という政治運動に積極的に関与しているチャンネル桜も同じく問題だろうと述べた。

### 抗議発生後にNHKが台湾再訪
井上和彦の取材によると、番組のチーフプロデューサーとディレクターが抗議発生後に台湾を再訪しており、番組に出演した台湾人に対しNHKへの抗議の撤回を懇願したことが伝えられた。番組に出演した台湾人によると、ディレクター等は2009年6月22日密かに台湾に渡って出演した台湾人の元を訪れ、「身内が巻添えになる恐れ」もあるため抗議の撤回を哀願、更に「たいへんご迷惑をおかけして申し訳ごさいません」と謝罪してきたが、自身からは「私に謝ってもらってもしょうがない。公でちょっと謝ればそれで事態が収るじゃないか」と諭したところ、「それはできません」と返してきたという。井上はこの台湾人の証言が本当ならばNHKの行為は明らかな「隠蔽工作」ではないかと批判し、同時にNHKにこの件に関して質問をすると「放送後、出演された方々に番組の反響をお伝えし、お会いもしましたが、その他、ご指摘のようなことはありません」と回答したという。
産経新聞は10月6日附１面でこのNHKによる台湾再訪、抗議者への抗議の取り下げ要請、抗議を不問に付す文書にサインするよう求めていたことをその文書の写真と共に報道した上で、NHK広報局の「台湾の方々からの抗議や疑問には誠意をもって説明、回答し、理解いただくように努めてきた。出演者にお会いし、納得いただいた場合もある。問題を不問に付すような要求や要請を行ったことはない」とのコメントを紹介している。文書には「NHKに対し『抗議と訂正を求める要望書』に署名・捺印（なついん）しましたが、これは私の意見です」「事実関係や用語に関しては、NHKの説明を聞き、納得しました」「私はNHKに対して抗議する気持ちはありません」と書かれていたと伝えている。
産経新聞はこの問題について、NHKの日向英実放送総局長が10月21日の会見で「放送直後の台湾の方々のリアクションは非常によく、抗議するつもりはないと聞いていた。（後に抗議があり）それまでに聞いていた話を確認したい気持ちでサインをいただいた」と説明した、と報じている。

### 裁判

#### 第1審
第1審は3年続いたが、2012年12月14日、東京地方裁判所は原告側敗訴の判決を言い渡した。
それによると「番組の編集はNHKに委ねられており、恣意的な編集はなかった」などとし、原告側の台湾人の「NHKに取材を受けたが発言をねじ曲げられ、期待と違う内容が放送された」に対しては「番組内容への期待は法的に保護されない」としたうえ、「祖先を動物扱いされた」とする台湾人の主張に対しては「歴史的事実として紹介しただけで、原告の名誉を傷つけたとはいえない」と判断している。またNHKは公平な放送をする義務があると訴えた視聴者らの主張についても「視聴者ら個人に対する義務は負わない」としており、全面的に原告側の主張は退けられている。

#### 第2審
第2審では原告のうち42人が控訴した。2013年11月28日、東京高等裁判所は1審判決を破棄し、NHKに「番組で祖先を動物扱いされた」と主張していた原告女性1名に対して100万円の損害賠償を命じる判決を言い渡した。
判決では、「人間動物園」は「当時は使われておらず、新しく使われ始めた言葉」と指摘。「被控訴人（NHK）がパイワン族の展示は『見世物』で『人間動物園』と同義と主張しているが、日本を代表する見世物である歌舞伎を『人間動物園』と表現することが出来ないことは当たり前である」「『見世物』であったと主張するならば『見世物』と表現すれば良かったものを、それでは平凡すぎて衝撃度が少ないからあえて『人間動物園』としたところに被控訴人の主張の破綻がある。」「一部の学者が唱える言葉に飛びつき、人種差別的な意味合いに配慮せずに番組で何度も言及した」と名誉毀損・民族差別であると批判した。その一方で他の原告の主張については「日本に好意的な台湾の人やパイワン族の人に不快な気持ちを生じさせたと推測できる」としながらも、視聴者らの具体的な権利を侵害したとまではいえないとして控訴を棄却した。訴訟の中心人物として活動した華阿財は、高裁判決を「不満だが、受け入れる」とコメントした。

#### 上告審
NHKは判決を不服として上告。2016年1月21日、最高裁判所第1小法廷はNHKの主張を認める。
「かつてそういう歴史があったと述べられただけで、原告親族への名誉毀損があったとは認められない」として、原告逆転敗訴で幕を閉じた。

### 経緯
2009年（平成21年）
- 4月5日、「プロジェクトJAPAN」シリーズ「JAPANデビュー」第一回「アジアの“一等国”」放送。
- 4月10日、日本李登輝友の会がNHKに対してあまりにも実態と懸け離れているとする抗議声明を手交した[6][40]。また、同会はその後の回答（14日付）[40] に不服として、24日公開討論会の共催をNHKへ要請した。これに対してNHK放送総局長の日向英実は22日の会見で「台湾の人たちが親日的であることは当然、十分承知していて、それを前提にして伝えた」「番組の趣旨、文脈がある。全要素を平等に個別の番組で伝えねばならないとなると、クリアに物事を申し上げられない。放送全体の中で考えていただきたい。恣意的に編集することはない」などと説明[63]。公開討論の共催要請に対しては、エグゼクティブ・プロデューサー河野伸洋の名による28日付回答で「私たちは番組内容が偏向していたり、事実関係に間違いがあるとは考えていません。そのため、『番組を検証する』必要はないと判断しており、『公開討論会』の要請には応じかねます」として拒否した[40][64]。
- 4月22日、番組にも出演した蔣松輝と藍昭光が連名で「ご参考まで」という題名のメールをNHKに提出した。メールの内容は「人間動物園」「日台戦争」「漢民族」「中国語」について『別の表現が適切でないか』という趣旨だった（下記「6月9日」参照）。
- 4月23日、自民党の町村派総会で同番組に対し「台湾は李登輝元総統など親日家が多いのに番組は反日の部分だけを偏向して報じた」との批判が挙がる[65]。また、週刊新潮は4月23日号において『歴史歪曲と「台湾人」も激怒したNHK「超偏向」番組』と題して4ページの特集をトップ記事として掲載した。
- 4月28日、日台双方から批判が続出している事態を受け議員連盟「日本の前途と歴史教育を考える議員の会」（中山成彬会長）が、日英博覧会の紹介で日本人と台湾パイワン族との集合写真に「人間動物園」とのキャプションを表記した点や台湾で神社参拝を強制して道教を禁止したとする点など13項目にわたり、資料の有無などの明示を求める質問状[66] をNHKに送付[6][67]。NHKは5月11日付で回答した。
- NHKには4月末までに2924件の反響（厳しい意見1945件、好評意見129件、その他280件、問い合せ570件）が寄せられ[5]、その多くが「一方的だ」という見解の意見であった[37]。5月にも1420件の反響（厳しい意見981件、好評意見26件、その他217件、問い合せ196件）があった[5]。合わせると第1回への反響は4、5月だけでも4344件に達し、前年度の『NHKスペシャル』の平均件数250件[68]を上回った。
- 5月初め、「プロジェクトJAPAN」ディレクター鎌倉英也が、労組や労働闘争の支援団体「レイバーネット日本」[69] で『「JAPANデビュー」のディレクターが語る右翼の圧力の実態 』というタイトルで講演することが「レイバーネット日本」ホームページ上で告知された。その直後、該当ページから「右翼の圧力」に関する記述が削除され、文章が修正された[注記 9]。
- 5月12日、NHKの第1094回経営委員会において「アジアの“一等国”」が議題とされた。NHKの福地茂雄会長は「番組を3回見ましたが、確かに見る人の見方によっては国辱だというところはあります」と発言した。ただし、福地会長は同時に、「日本の植民地政策に軸足を置き、アジアの一等国を目指していた当時の日本の姿を描こうという制作意図から作った番組ですので、番組の内容はこれでいいのではないかと思います」「軸足を植民地政策に置いたら、こういったことはありうるだろうという感じがしました」と発言し、最終的には問題がないとした[70]。福地会長は同様の見解を明後日の会見でも発している。
- 5月14日、NHKの福地茂雄会長は定例会見において「あの番組はいいところも随分言っていると思った」「（当時の）産業・インフラの芽が今の台湾の産業につながっているという気がしたし、教育でも規律正しい子供たちが映っており、一方的とは感じなかった。文献や証言に基づいているし、（取材対象の）発言の“いいとこ取り”もない」として番組に問題はないとの認識を表明した[71]。
- 5月16日以降東京、大阪、名古屋や台北などで今回の問題でNHKへの抗議活動が行われ[72]、東京で行われた16日の抗議デモには約1100名が参加[73]。
- 5月17日、中華民国の自由時報は、NHKによる媚中欺台報道によって日台関係を離間するものであると報じる[74]。
- 5月18日、この問題に関連して、日本李登輝友の会・日本文化チャンネル桜・『WiLL』・台湾研究フォーラム・在日台湾同郷会・台湾の声などは「NHKの大罪」と題する全面意見広告を連名で産経新聞に出稿。「私はHさん（NHKディレクター）に言うたんだ。あんた、中共の息がかかっているだろう。（中略）NHKは、北京に呼ばれてチヤホヤとされて貢物を持って行ったんだろう。そう言ったんだ」との番組に出演した台湾人の言葉が掲載された[11]。
- 5月26日、NHK第1095回経営委員会では、番組中に用いられた「日台戦争」という言葉を巡る論議などがあった[39]。なお、この日の日向理事（放送総局長）の見解は後日行われた参院決算委員会（後述）とは異なる。
- 5月30日、東京、大阪などNHK周辺で抗議デモが行われ、放送センターがある渋谷のデモには約1100名の参加があった[75]。
- 6月9日、NHKエグゼクティブ・プロデューサー河野伸洋は「日本の前途と歴史教育を考える議員の会」の再質問状（6月4日提出）への回答で、4月22日の蔣松輝と藍昭光のメール「ご参考まで」に言及し、『その後蔣松輝さんとお話をして、こうした表現についてのNHKの考えを理解していただいています』と説明。同時に、柯徳三についても『柯さんがNHKに対して憤っている、という事実はありません。また、NHKは柯徳三さんから抗議を受けていません。今回、「再質問」を受理した後、念のために柯さんに確認したところ、柯さんは「NHKに対して抗議するような気持ちはありません」とおっしゃっています。』と回答した[76]（上記「4月22日」参照）。
- 6月11日、自民党有志など約60人が参加した報道内容を検証する「公共放送のあり方について考える議員の会」が発足した[77]。
- 6月15日、柯徳三から『NHK番組「JAPAN・デビュー」に対する抗議と訂正を求める文書』がNHKに提出された。文書の内容は「人間動物園」、「日台戦争」、「漢民族」、「中国語」について、『以上の四つの点を特に、NHKに対して抗議し、訂正を求めます。』というものだった[78]（上記「4月22日」参照）。
- 6月17日、NHKは説明文を番組ウェブサイト上に掲載。番組のテーマと取材・制作姿勢および事実関係と用語に関する説明を行った上で、意図的な編集は行っておらず、インタビュー対象者からの抗議も受けていないなどと説明[32]。日向放送総局長は会見で「見解はこれまでと変らない」と説明した[79]。
- 6月19日、日本李登輝友の会はブログで4月22日のメール「ご参考まで」について、「それは台湾人のNHKを慮った婉曲的な表現だった。ストレートに訂正せよという要求はしなかっただけなのだ。なぜなら、柯徳三さんが自筆の署名と印鑑を捺してNHKに郵送した「NHK番組『JAPAN・デビュー』に対する抗議と訂正を求める文書」は、4月22日の「ご参考まで」とほとんど同じだからだ。」として、4月22日の「ご参考まで」は実質的な抗議だったと主張した[80]。
- 6月20日、先月につづきデモが開かれ、1000人を超える参加があった[81]。
- 6月22日、台湾の民間団体「友愛グループ」は、元メンバーの柯徳三や台湾人出演者の発言の批判的な部分だけを報道したとして抗議と訂正を求める文書をNHK福地会長宛に送付した[2]。同日、NHKのディレクターらが台湾人出演者を訪ねサインを要求した（後述）。
- 6月25日、小田村四郎や中村粲、インターネットなどを通じた呼びかけで集まった視聴者および台湾人約150名を含む原告8389名が、NHKの放送内容には事実と異なる偏向、やらせや事実の歪曲・捏造があり、放送法の定める公平な報道に違反し、精神的損害を受けたとして、NHKに対し原告一人あたり1万円の損害賠償を求める訴えを東京地方裁判所に起こした[82]。NHK広報局は「番組の内容には問題がなかったと考えている」としている[1][83][84][85]。裁判史上最大の集団訴訟となったこの提訴についてNHKは、夕方5時のニュースで報じたのみで、夜7時や9時、11時には一切報じられなかった[86]。この裁判では出演した台湾少数民族のパイワン人らも「日本政府がパイワン人の実演を『人間動物園』と呼んだことはない」と訴え、民族の誇りを傷付けられたとして原告として参加することになるなど、原告数は提訴後も増え続け、2009年8月11日現在で1万人を突破した[87]。同日、参議院総務委員会において自民党の世耕弘成と日本共産党の山下芳生によって番組についての質疑が行われた[88]。
- 7月22日、NHKは番組ウェブサイトに「いまだに誤った情報に基づいたご意見やご批判もある」などとして追加の説明文を掲載。この中で、「人間動物園」について「パイワン族の人たち自身がどう受け止め、感じたかということは、「人間動物園」の事実を左右するものではありません」などと主張。パイワン族の方への「やらせ取材」などの取材についても、正当性を主張した。また「台湾・友愛グループ」など台湾の方達から抗議の文章を受取っていたことを明らかにした[33]。
- 7月24日、日本李登輝友の会などはNHKに対し連名で、番組に出演した台湾人の抗議の事実の有無やディレクター等が訪台した事実の有無、出演者名誤記の認識の有無などの質問及び公開討論会開催を要請する文書を送付[43]。
- 8月3日付でNHKは、7月24日付の日本李登輝友の会などの質問と要請に米本信NHK広報局長名で「ご質問への回答は差控えさせていただきます。また「公開討論会」も開くつもりはありません。」と回答した[43]。
- 8月12日、台湾のパイワン族子孫が来日し講演。その中で、博覧会について「日英博覧会に参加したことは自分たちの誇りである」「NHKが学者の説を借りてわれわれを『人間動物園』の見せ物だったと放送したことで、パイワン族の尊厳は傷つけられた。厳重に抗議したい」と述べ番組を批判。NHKを相手取った1万人以上の集団訴訟に原告として加わると表明した[89]。
- 8月25日、NHK経営委員会の小丸成洋委員長は会見で、経営委員が意見を述べることの是非について「番組に重大な疑義が生じれば、NHK執行部に説明を求めることは出来る。ただ通常は編集の自由を尊重し、個別の番組への干渉は自制しなければならない」と述べた。この番組については「（重大な疑義は）ないと思う」との見解を示した[20][21]。
- 8月28日、NHK訴訟原告団が台湾入りし、パイワン族のクスクス村で現地調査を実施。新たにパイワン族の部落の長24人が訴訟参加を表明した[36]。
- 9月16日、朝日新聞は朝刊「Media Times メディアタイムズ」において、独自取材に基づく記事を掲載し、「アジアの”一等国”」問題の経緯や背景を詳しく伝えた。番組への抗議が存在することだけでなくNHK側の反論も紹介したこの記事はネット配信されず、紙面だけの掲載となった。その中でNHKは「誹謗中傷、歪曲ともいえる誤った情報が一部に流布している」などと従来の主張を繰り返した（上記「7月22日」参照）[25]。
- 10月6日、産経新聞は朝刊1面で、番組のチーフプロデューサーとディレクターが台湾を再訪し、出演者に抗議の取り下げや番組を不問に付す文書へのサインを求めていたことを報道した[56]（下記「抗議発生後にNHKが台湾再訪」参照）。同日、番組出演者とパイワン族[90] 37人を含む約1900人が事実の歪曲があったなどとして約2600万円の賠償を求めて新たに提訴。産経新聞は、来日したパイワン族の原告華阿財は記者会見で「なぜ事実にあわないことを発表して世界に伝えるのか。当時、日本人はわれわれに敬意を持って接してくれた。民族の自尊心が傷付けられた」と話した、と報じた。1次提訴とあわせた原告は1万300人を超え、請求総額は約1億1千万円となった[91]。NHKは「訴状が届いていないので、申し上げることはありません」とコメントした[92]。

2012年（平成24年）
- 12月14日、東京地方裁判所において原告敗訴の判決が下る。原告は、東京高等裁判所へ控訴した。

2013年（平成25年）
- 11月28日、東京高等裁判所で一審判決を棄却しNHKに損害賠償を命じる判決が下る。
- 12月11日、NHKは二審判決を不服として最高裁に上告。

2016年（平成28年）
1月21日、最高裁第1小法廷（裁判長判事・大谷直人）はNHK側主張を認め、原告請求を棄却。「そういう歴史がかつてあったと述べられただけで、原告親族への名誉毀損があったとは認められない」。【櫻井龍子、大谷直人、山浦善樹、小池裕、池上政幸 】

### 注記
1. ↑  『母国は日本、祖国は台湾』の著者
2. ↑  『日英博覧会事務局事務報告』によれば、日本政府による公式の名称は「台湾蕃人の生活状態」である。蕃は野蛮人のことで、後の博覧会でも蕃屋と称する同様のものがつくられた。
3. ↑  一般に学会は専門用語を制定する機関ではない。
4. 1 2  下中彌三郎編『東洋歴史大辞典』によれば、日本軍の人的被害の内訳は戦死者が164人、戦傷者は500人であったが、戦病死者は北白川宮能久親王も含め4640人、戦病で戦線を離脱した者が2万7000人であったとしている。なおここには軍夫の死者は含まれていない。一方台湾側の戦死者は日本軍が把握している数では1万4千人ほどで、清朝時代の資金で雇っていた兵はほとんど含まれず、義勇兵と、無差別殺戮の被害にあった一般人の総計である。
5. ↑  日清戦争終了時、病死は靖国神社の合祀基準に満たなかったが、日本政府は後に認識を改め、戦病死者を追加合祀した。
6. ↑  NDL-OPACは全文検索ではないので、本や論文の表題になければ検索でヒットしない。
7. ↑  台湾人の親日感情を扱った『哈日族』などの著作がある
8. ↑  「21世紀中国総研」岡田充プロフィール
9. ↑  以下全て原文ママ。（修正前）「優れたドキュメンター番組を見ながら制作者（ディレクター）との討論を通してメディアリテラシーの養成をめざす。通説の検証し、事実を掘り下げて伝えるために右翼などの圧力で制作しづらくなってきる現場からの声も交えて報告、討議する企画です」 / （修正後）「優れたドキュメンター番組を見ながら制作者（ディレクター）との討論を通してメディアリテラシーの養成をめざす。通説の検証し、事実を掘り下げて伝えるために現場で格闘してきた制作者の声を紹介できればと思います」MediR講座『制作者との対話～TVドキュメンタリーを通して社会を考える』